# Tembisa
Tembisa – miasto w północno-wschodniej części Republiki Południowej Afryki; w prowincji Gauteng; ok. 463 tys. mieszkańców (2011); ośrodek mieszkaniowy w aglomeracji Tshwane (Pretorii) i Johannesburga; węzeł drogowy.